# Henri Meilhac
Henri Meilhac, född 21 februari 1831 i Paris, död 6 juli 1897 i Paris, var en fransk librettist och dramatiker.
Meilhac skrev komedier, vaudeviller och operettlibretton, bland annat i samarbete med Ludovic Halévy och Jacques Offenbach, med vilka han skapade operetterna Sköna Helena (1864), Pariserliv (1866) och Storhertiginnan av Gerolstein (1867). Han och Halévy skrev också librettot till Georges Bizets Carmen (1875).